# Coregonus artedi
Coregonus artedi is een soort houting. Houtingen vormen een uitgebreide (onder-)familie van de orde zalmachtigen (Salmoniformes).De soort wordt ook wel als ondersoort beschouwd van Coregonus autumnalis. Het is een vissort uit het noorden van de Verenigde Staten en Canada die daar bekend is onder diverse namen waarvan meest bekend is de naam lake cisco.

## Kenmerken
Deze houtingsoort kan maximaal 57 centimeter lang en 3,35 kilogram zwaar worden. Mannetjes zijn over het algemeen wat kleiner dan vrouwtjes en krijgen in de paaitijd parelachtige wratjes op de flanken. Hij heeft een staalblauwe rug. De hoogst geregistreerde leeftijd is 11 jaar.

## Leefwijze
Deze scholenvis voedt zich met plankton en macrofauna.

## Leefomgeving
Coregonus artedi komt voor in het noorden van Noord-Amerika in de Sint Lawrencebaai, de Hudsonbaai, de Grote Meren en de bovenlopen van de Mississippi. De vis leeft in grote, open wateren, zowel zoet als zout, in meren en rivieren en in kustwateren.

## Status en relatie tot de mens
Coregonus artedi is een vis die om zijn smaak wordt gewaardeerd en voor zowel de beroeps- als de sportvisserij van belang is. Er zijn geen factoren bekend die schadelijk zijn voor het voortbestaan van deze houtingsoort. Om deze reden staat Coregonus alpinus als niet bedreigd op de Rode Lijst van de IUCN.

## Afbeeldingen
- Foto's van Coregonus artedi op FishBase